# Terra Prime
Terra Prime (o Terra-Prime) è un termine solitamente utilizzato in opere del fantastico, solitamente quelle di DC Comics, che coinvolgono universi paralleli o un multiverso, e si riferisce o all'universo principalmente trattato dall'opera narrativa, o ad un mondo parallelo con qualche punto di divergenza con l'universo in questione.

## DC Comics
Nell'originale Multiverso DC, la Terra-Prime fu presentata come la Terra "vera", la realtà attuale dove vivevano i lettori dei fumetti, dove la DC operava da casa editrice e tutti i loro supereroi erano opere immaginarie. Tuttavia, la Terra-Prime divenne una realtà alternativa nella sua prima comparsa in Flash n. 179 (maggio 1979), quando Flash (Barry Allen) arrivò accidentalmente sulla Terra Prime dalla Terra-1. Flash, bloccato, contattò l'editore della DC Julius Schwartz, che lo aiutò a costruire il tapis roulant cosmico per ritornare sulla Terra-1. Infine fu affermato che gli scrittori della DC Comics di Terra Prime inconsciamente basavano le loro storie sulle avventure degli eroi di Terra-1 e Terra-2.
In Flash n. 228 (luglio/agosto 1974), il Cary Bates di Terra Prime viaggiò sulla Terra-1, dove scoprì che le storie che scriveva non solo erano basate sugli eventi di Terra-1, ma che poteva addirittura influenzarli. Questo potere diventò un problema in Justice League of America n. 123 (ottobre 1975), quando Bates fu accidentalmente trasportato su Terra-2. Il viaggio interdimensionale tramutò Bates in un super criminale, che fu ucciso in fretta dalla Justice Society of America. Fortunatamente, il collega scrittore Elliot S! Maggin, con l'aiuto della Justice League e dello Spettro, riuscì a rimettere a posto le cose su entrambe le Terre (in Justice League of America n. 124, 1975).

### Ultraa
La storia di Terra Prime venne deviata sensibilmente dalla storia della "vera" Terra con l'avvento di due supereroi nativi del luogo. Il primo, Ultraa, fu introdotto in Justice League of America n. 153. Come Superman, Ultraa fu il solo sopravvissuto di un mondo alieno distrutto, inviato su un razzo verso la Terra da neonato. Dopo il suo primo incontro con la JLA, Ultraa decise che la Terra Prime non era pronta per i supereroi e decise di stabilirsi sulla Terra-1. Post-Crisi, quando non ci fu più una Terra Prime o un multiverso più grande, Ultraa fu retroattivamente connesso in un essere proveniente dal pianeta Almerac, casa di Maxima.

### Superboy-Prime
Il secondo eroe fu Superboy-Prime, che comparve per la prima volta in DC Comics Presents n. 87 (novembre 1985). I poteri di questo Superboy si manifestarono per la prima volta durante il passaggio della Cometa di Halley nel 1985. Dopo la manifestazione dei suoi poteri, Superboy-Prime incontrò il Superman di Terra-1. Subito dopo, la Terra Prime fu distrutta in Crisi sulle Terre infinite n. 10. Superboy-Prime sopravvisse alla distruzione del suo universo, e si unì al Superman di Terra-2, alla Lois Lane-Kent di Terra-2, e all'Alexander Luthor Jr. di Terra-3 in una "dimensione paradisiaca".
Nel n. 6 della miniserie Crisi infinita, un attuale Superboy-Prime criminale convinto da Alexander Luthor Jr che la Terra Prime era il mondo ideale, gli fece desiderare di creare una nuova Terra Prime. Luthor cominciò a cercare tra le miriadi di Terre la Terra Prime e, ad un cenno metatestuale dello status originale di Terra Prime come la "vera" Terra, sembrò subito che guardasse direttamente i lettori, e si protendesse verso di loro per afferrare la nostra realtà.
Nel 2004, la DC rivisitò il concetto di Terra Prime nella miniserie Superman: Secret Identity. Lo scrittore Kurt Busiek affermò nell'introduzione del volume da collezione della serie che l'origine di Superboy-Prime fu l'ispirazione del romanzo grafico.

### Legione dei Supereroi
Nella serie legata a Crisi finale, Legion of Three Worlds, si fecero vari riferimenti alla Terra Prime, mentre Superboy-Prime era ancora alla ricerca della sua "Terra Perfetta". Cominciò a rimettere insieme la Legione dei Supercriminali per combattere Superman e la terza versione della Legione dei Super Eroi. Nel corso della battaglia, l'Element Lad della squadra del 2004 creò una kryptonite che inaspettatamente ebbe effetti su Superboy-Prime. La kryptonite della Nuova Terra non ebbe alcun effetto su Superman (Kal-El di Terra-2) e Prime durante Crisi infinita.
Al termine della miniserie, si rivelò che la Terra Prime fu ricostituita e che Superboy-Prime vi ritornò. Fu anche rivelato che la terza versione della Legione proveniva dal futuro della Terra Prime.

## I viaggiatori
La Terra Prime, come vista nello show televisivo I viaggiatori, è il nome di una Terra alternativa dove i quattro esploratori originali (Quinn Mallory, Wade Welles, Rembrandt Brown, e Maxillian Arturo) cominciarono il proprio viaggio. Questa Terra fu simile alla nostra fino al 1997 o 1998, quando i Kromaggs giunsero sulla Terra Prime e presero l'umanità in ostaggio.

## La torre nera
La maggior parte delle scene d'azione negli ultimi libri di Stephen King della serie La torre nera avevano luogo in un "mondo a chiave di volta", essenzialmente un concetto di Terra Prime sotto un nome diverso, che annovera anche la comparsa dello stesso King come personaggio.

## The Chronicles of Amber
Sebbene il termine "Terra Prime" non fu mai utilizzato, "The Chronicles of Amber" - popolare serie fantastica di Roger Zelazny - ebbe un concetto simile. Nelle storie di Amber, Amber è il solo mondo vero; tutti gli altri, inclusa la nostra Terra, non sono altro che "ombre" delle tensioni tra esso e il caos.

## Altri media
- Nel film DC Justice League: La crisi dei due mondi, lo scopo finale del criminale Owlman era di rilocare un universo che designò come Terra Prime, il cosiddetto "universo originale" da cui provenivano tutti gli altri universi, e distruggerlo, portando così alla distruzione di tutte le altre realtà di seguito. La Terra Prime venne mostrata come una sterile massa di pianeti, con rovine che si ammontavano a perdita d'occhio, dovuto al distacco del pianeta dalla sua orbita a causa del male autoinflitto dagli umani.